# Cane da pastore della Russia meridionale
Il cane da pastore della Russia meridionale è una razza canina di origine russa e ucraina  riconosciuta dalla FCI (Standard N. 326, Gruppo 1, Sezione 1).

## Storia
Come molti altri cani da pastore ha origini antichissime che si perdono nella notte dei tempi ma che, presumibilmente, portano tutte a ceppi comuni di origine asiatica. I suoi progenitori sono quei cani da pastore giunti dall'Asia al seguito delle mandrie dei popoli primitivi: a questi soggetti devono essere fatte risalire la maggior parte delle razze di pastori-custodi (cani da montagna). Questi cani, selezionati nelle diverse zone d'Europa mediante incroci con esemplari locali, hanno dato origine alla maggior parte delle razze da pastore che risultano infatti dotate di caratteristiche comuni. L'assoluta fedeltà e l'accentuata aggressività, che si manifesta non solo contro i potenziali pericoli per il gregge ma talvolta anche nei confronti degli sconosciuti, sono le prerogative che il pastore della Russia Meridionale ha messo in luce attraverso i secoli. Per molti secoli apprezzatissimo come guardiano di mandrie e proprietà, è una razza che negli ultimi decenni è stata allevata più da appassionati cinofili piuttosto che dai pastori. Relativamente diffuso, oltre che nel suo paese d'origine, nei paesi del nord Europa, comincia ad essere apprezzato anche in altre zone.

## Descrizione
La coda è grossa alla radice e bene inserita. I colori ammessi sono il bianco uniforme, bianco-grigiastro (cenere), bianco con tracce grigie, grigio maculato; più rari i mantelli bianco-fulvo, paglia e completamente grigio. Il pelo è lungo 10-15 cm, spesso folto e leggermente ondulato, ruvido, con abbondante sottopelo. Gli occhi sono lievemente a mandorla, devono essere scuri e disposti orizzontalmente. Le orecchie sono relativamente piccole, di forma triangolari e pendenti. La testa è grande, larga. Lo stop è poco accentuato. 

## Carattere
È un cane dal carattere molto fiero e sicuramente ben poco malleabile. Risulta incapace di indietreggiare anche di fronte a nemici ben più forti di lui e non conosce la resa. Nonostante l'impegno di molti allevatori per attenuarla, gli è rimasta una parziale carica aggressiva. Per questo motivo occorre tenerlo costantemente sotto controllo quando lo si porta in zone frequentate; tende infatti a reagire subito contro persone o altri animali se viene molestato. Per queste sue caratteristiche dimostra di essere un efficace guardiano della proprietà, anche se ha una forte tendenza ad imporsi come capobranco.

## Cure
Per mantenere il mantello nelle migliori condizioni è sufficiente spazzolare periodicamente il cane. La sua naturale rusticità dovrebbe comunque aiutare il proprietario dal momento che è sempre stato e rimane un cane poco esigente, anche sul piano dell'alimentazione. Occorre invece prestare una certa attenzione a mantenere pulite le orecchie, per evitare che vi possano penetrare parassiti causando in questo modo anche seri problemi.

## Consigli
Non è un cane adatto a tutti. La sua indomita carica aggressiva consiglia caldamente di far valere subito la propria autorità, come sempre con fermezza e mai con la violenza. Permettergli di trasgredire un ordine, anche e soprattutto da piccolo, significa concedergli uno spazio di azione che può rivelarsi anche pericoloso da adulto. Come tutti i pastori, poi, è bene che riesca a vedere nell'uomo un vero e proprio leader carismatico, al quale concedere la sua meritata fedeltà.

## Diffusione
Nel 2004 l'ENCI ha contato 0 cuccioli iscritti ai libri genealogici.

## Adatto per...
- Compagnia
- Guardia

## Non adatto per...
- Fly ball
- Freestyle
- Difesa
- Obedience
- Protezione civile
- Agility dog